# Alloeotomus germanicus
Alloeotomus germanicus är en insektsart som beskrevs av Wagner 1939. Alloeotomus germanicus ingår i släktet Alloeotomus, och familjen ängsskinnbaggar. Arten är reproducerande i Sverige.